# Mîzînivka, Zvenîhorodka
Mîzînivka (în ucraineană Мизинівка) este localitatea de reședință a comunei Mîzînivka din raionul Zvenîhorodka, regiunea Cerkasî, Ucraina.

## Demografie
Componența lingvistică a localității Mîzînivka
     Ucraineană (99,68%)
     Alte limbi (0,32%)
Conform recensământului din 2001, majoritatea populației localității Mîzînivka era vorbitoare de ucraineană (99,68%), existând în minoritate și vorbitori de alte limbi.